# Saint-Jeure-d’Ay
Saint-Jeure-d’Ay település Franciaországban, Ardèche megyében. Lakosainak száma 497 fő (2022. január 1.). Saint-Jeure-d’Ay Cheminas, Eclassan, Préaux, Saint-Romain-d’Ay és Saint-Victor községekkel határos.

## Népesség
A település népessége az elmúlt években az alábbi módon változott:
| Lakosok száma | 299  | 349  | 370  | 430  | 477  | 481  | 479  | 486  | 493  | 497  |
|               | 1968 | 1982 | 1990 | 2006 | 2013 | 2015 | 2017 | 2019 | 2020 | 2022 |